# 벙커 힐 전투
벙커 힐 전투(영어: Battle of Bunker Hill)는 미국 독립 전쟁 초기인 1775년 6월 17일에 일어난 대륙군과 영국군의 전투이다. 독립 전쟁에서 두 번째 전투였다. 대륙군은 이즈라엘 퍼트넘 장군이, 영국군은 윌리엄 하우 장군이 지휘했다. 이 전투는 양군의 당초 목표였던 ‘벙커 힐’이라는 이름으로 알려져 있지만, 실제 전장에서 가까운 브리즈힐이었다.
6월 13일, 보스턴을 포위하고 있던 대륙군의 지도자들은 영국군 장군이 보스턴에서 부대를 보내 시를 둘러싼 언덕을 점령하려는 전략을 세우고 있다는 것을 알았다. 이 정보에 대응하고 윌리엄 프레스콧이 지휘하는 1,200명의 부대가 몰래 벙커 힐과 브리즈 힐을 점령하고, 브리즈 힐에는 흙을 쌓아 보루를 만들고 찰스 타운 반도의 거의 전역에 걸쳐 가볍게 방어 전선을 구축했다.
다음날, 영국군이 새로운 진지가 만들어진 것을 알고, 그곳을 공격해 왔다. 영국군은 두 차례 공격으로 큰 손실만 입고 퇴각을 했지만, 세 번째 공격으로 진지를 점령할 수 있었다. 보루를 쌓은 대륙군은 탄약이 고갈되어 벙커 힐을 넘어 케임브리지까지 철수를 했다.
하우 장군은 당초 목적은 달성했지만, 보스턴 포위전 향방에 아무런 영향도 끼치지 못했다. 영국군은 800명 이상이 부상을 입었고, 226명이 전사했다. 여기에는 상당수의 장교가 포함되어 있었다. 전투 후 영국군의 헨리 클린턴 장군은 “이 같은 승리를 반복되면 영국의 미국 지배는 끝나 버린다”고 일기에 적었다. 상대적으로 훈련이 되어 있지 않은 대륙군이 정규군과의 교전도 할 수 있는 것으로 나타났다. 훈련된 영국 정규병에 비해 오합지졸에 가까운 민병대로 대항할 수 있었던 것이 자신감으로 연결된 것이다. 대륙군의 이즈라엘 퍼트넘 장군 또는 그의 부관 윌리엄 프레스콧 또는 다른 사람이 “적의 눈에 흰자가 보일 때까지는 공격하지 마라”라고 명령했다고 하는데,이 명령을 누가 내렸는지는 역사가들 중에서도 논란이 되고 있다고 한다.

## 같이 보기
- 보스턴 포위전

### 전투에 관한 사이트
- Library of Congress page about the battle
- Bunker Hill Web Exhibit of the Massachusetts Historical Society
- SAR Sons of Liberty Chapter list of colonial fallen at Bunker Hill
- SAR Sons of Liberty Chapter description of the battle
- The Battle of Bunker Hill: Now We Are at War, a National Park Service Teaching with Historic Places (TwHP) lesson plan
- TheAmericanRevolution.org description of the battle
- BritishBattles.com description of the battle
- Animated History of the Battle of Bunker Hill

### 전투 참가자의 사이트
- WGBH Forum Network-Patriots of Color:Revolutionary Heroes{{
- Israel Putnam Website
- Genealogy of Captain Samuel Cherry, who fought at Bunker Hill

### 기타 사이트
- Boston National Historical Park Official Website